# حزر (القف)

تعديل مصدري - تعديل

حزر هي إحدى قرى عزلة القف بمديرية القف التابعة لمحافظة حضرموت، بلغ تعداد سكانها 304 نسمة حسب تعداد اليمن لعام 2004.